# Andrés Tello
Andrés Felipe Tello Muñoz (Medellín, 6 settembre 1996) è un calciatore colombiano, centrocampista svincolato.

## Biografia
Nato a Medellín, ha una sorella di nome Kelly.
Il 5 settembre 2017, di ritorno da una partita col Bari viene coinvolto in un incidente stradale, dal quale esce senza conseguenze fisiche.
Ha una relazione con Valentina Ortíz, con cui nel 2022 ha avuto una figlia, Celeste.

## Caratteristiche tecniche
Nato come terzino destro più propenso alla fase offensiva, successivamente viene avanzato nel centrocampo, schierato come esterno oppure mezzala. Fa della velocità e della tecnica le proprie caratteristiche principali.

## Carriera

### Club

#### Gli inizi
Cresce nell'Envigado, con cui esordisce in prima squadra ancora diciassettenne il 10 aprile 2014 contro l'Independiente Medellìn. Conclude la stagione con 16 presenze e un gol segnato contro l'Alianza Petrolera il 9 novembre 2014.

#### Juventus e vari prestiti
Il 30 gennaio 2015 viene acquistato dalla Juventus in prestito con opzione, aggregandosi alla squadra primavera e guadagnandosi il riscatto in estate.
Il 25 agosto 2015 passa in prestito con diritto di riscatto al Cagliari. L'11 ottobre 2015 esordisce in Serie B con i rossoblù, subentrando al 78' al compagno Farias nella vittoria interna per 3-1 contro il Cesena. Fa il proprio debutto da titolare il 27 ottobre, in una gara contro il Perugia, venendo sostituito al 78' minuto da Marco Fossati. Il 9 dicembre timbra la sua prima marcatura, in occasione di una gara vinta in casa della Virtus Lanciano per 3-1. Si ripete il 24 dicembre, in una gara contro la Salernitana, dove verrà espulso poco dopo aver segnato a causa di un'esultanza provocatoria. Il giocatore si è successivamente scusato sul proprio profilo Facebook. Termina la propria stagione in Sardegna con 26 presenze e 2 reti.
Il 4 luglio 2016 passa in prestito all'Empoli. Il 13 agosto debutta ufficialmente con i toscani, giocando tutti i 90 minuti della partita casalinga vinta contro il Vicenza valida per il primo turno di Coppa Italia. Il 21 ottobre seguente debutta in Serie A, nel match interno perso contro la Sampdoria. Termina l'annata con 20 presenze totali e nessuna rete, e con la propria squadre retrocessa in cadetteria.
Il 18 luglio 2017 passa a titolo temporaneo con diritto di opzione e contropzione al Bari. Esordisce con i biancorossi nella vittoria casalinga contro il Parma valida per il secondo turno di Coppa Italia. Debutta in campionato il 28 agosto, in una gara contro la Cremonese. Mette a segno la sua prima marcatura stagionale in Empoli-Bari, gara vinta 3-2 dai toscani. Conclude la stagione con 36 presenze e una sola marcatura.

#### Benevento
Nell'estate del 2018 è ufficiale il suo passaggio a titolo definitivo al Benevento. Mette a segno la prima marcatura in Venezia-Benevento, gara conclusasi con una vittoria per 3-2 per i campani. Con i sanniti raggiunge la promozione in Serie A, in cui realizza la sua prima rete il 23 maggio 2021 in occasione del pareggio per 1-1 contro il Torino. Chiude la sua esperienza campana con 152 presenze e 19 reti.

#### Catania e prestito alla Salernitana
Il 30 gennaio 2024, viene acquistato a titolo definitivo dal Catania, in Serie C, con cui firma un contratto fino al 30 giugno 2026. Esordisce con i siciliani il successivo 2 febbraio, nel pareggio esterno contro il Foggia. Il 28 dello stesso mese debutta anche in Coppa Italia Serie C, nella gara valida per la semifinale di ritorno vinta contro il Rimini. Termina il suo semestre collezionando un totale di 12 presenze. 
Il 17 agosto successivo passa in prestito con diritto di riscatto alla Salernitana, in Serie B. Lo stesso giorno, esordisce ufficialmente con la maglia granata, in occasione di una gara casalinga contro il Cittadella. Il 25 settembre esordisce anche in Coppa Italia, nel match perso per 3-1 in casa dell'Udinese. Il successivo 6 ottobre sigla la sua prima rete in maglia granata, decidendo la gara esterna contro il Palermo al 21' minuto. Al termine della gara di campionato contro il Sassuolo, il colombiano avrebbe tirato uno schiaffo alla mano del quarto uomo, venendo squalificato per cinque turni. Termina l'annata con 19 presenze totali, con i campani retrocessi per la seconda volta di fila e Tello che fa ritorno in Sicilia.
Il 28 luglio 2025 risolve il proprio contratto con la squadra rossoazzurra.

## Statistiche

### Presenze e reti nei club
Statistiche aggiornate al 30 giugno 2025.
| Stagione         | Squadra          | Campionato       | Campionato | Campionato | Coppe nazionali | Coppe nazionali | Coppe nazionali | Coppe continentali | Coppe continentali | Coppe continentali | altre coppe | altre coppe | altre coppe | totale | totale |
| Stagione         | Squadra          | Comp             | Pres       | Reti       | Comp            | Pres            | Reti            | Comp               | Pres               | Reti               | Comp        | Pres        | Reti        | Pres   | Reti   |
| ---------------- | ---------------- | ---------------- | ---------- | ---------- | --------------- | --------------- | --------------- | ------------------ | ------------------ | ------------------ | ----------- | ----------- | ----------- | ------ | ------ |
| 2014             | Envigado         | A                | 16         | 1          | CC              | 3               | 0               | -                  | -                  | -                  | -           | -           | -           | 19     | 1      |
| gen.-giu. 2015   | Juventus         | A                | -          | -          | CI              | -               | -               | UCL                | -                  | -                  | SI          | -           | -           | 0      | 0      |
| lug.-set. 2015   | Juventus         | A                | -          | -          | CI              | -               | -               | UCL                | -                  | -                  | SI          | 0           | 0           | 0      | 0      |
| Totale Juventus  | Totale Juventus  | Totale Juventus  | 0          | 0          |                 | 0               | 0               |                    | 0                  | 0                  |             | 0           | 0           | 0      | 0      |
| set. 2015-2016   | Cagliari         | B                | 24         | 2          | CI              | 2               | 0               | -                  | -                  | -                  | -           | -           | -           | 26     | 2      |
| 2016-2017        | Empoli           | A                | 18         | 0          | CI              | 2               | 0               | -                  | -                  | -                  | -           | -           | -           | 20     | 0      |
| 2017-2018        | Bari             | B                | 33+1       | 1+0        | CI              | 2               | 0               | -                  | -                  | -                  | -           | -           | -           | 36     | 1      |
| 2018-2019        | Benevento        | B                | 28+2       | 1+0        | CI              | 4               | 1               | -                  | -                  | -                  | -           | -           | -           | 34     | 2      |
| 2019-2020        | Benevento        | B                | 27         | 2          | CI              | 1               | 2               | -                  | -                  | -                  | -           | -           | -           | 28     | 4      |
| 2020-2021        | Benevento        | A                | 17         | 1          | CI              | 1               | 0               | -                  | -                  | -                  | -           | -           | -           | 18     | 1      |
| 2021-2022        | Benevento        | B                | 33+3       | 7+0        | CI              | 1               | 0               | -                  | -                  | -                  | -           | -           | -           | 37     | 7      |
| 2022-2023        | Benevento        | B                | 28         | 5          | CI              | 1               | 0               | -                  | -                  | -                  | -           | -           | -           | 29     | 5      |
| 2023-gen. 2024   | Benevento        | C                | 9          | 0          | CI-C            | 1               | 0               | -                  | -                  | -                  | -           | -           | -           | 10     | 0      |
| Totale Benevento | Totale Benevento | Totale Benevento | 142+5      | 16         |                 | 9               | 3               |                    | -                  | -                  |             | -           | -           | 156    | 19     |
| gen.-giu. 2024   | Catania          | C                | 7+4        | 0          | CI-C            | 1               | 0               | -                  | -                  | -                  | -           | -           | -           | 12     | 0      |
| 2024-2025        | Salernitana      | B                | 18         | 1          | CI              | 1               | 0               | -                  | -                  | -                  | -           | -           | -           | 19     | 1      |
| Totale carriera  | Totale carriera  | Totale carriera  | 258+10     | 21         |                 | 20              | 3               |                    | 0                  | 0                  |             | 0           | 0           | 288    | 24     |

## Palmarès

### Club

#### Competizioni nazionali
- Campionato italiano di Serie B: 2

Cagliari: 2015-2016
Benevento: 2019-2020
- Coppa Italia Serie C: 1

Catania: 2023-2024